# Ley (Familienname)
Ley ist ein deutscher und englischer Familienname.

## Namensträger
- Adolf Ley (1876–1947), deutscher Pfarrer und Politiker (Zentrum)
- Aenne Ley (1912–2010), deutsche Politikerin (FDP)
- Alfred Ley (1873–1945), deutscher Automobilunternehmer
- Astrid Ley (Architektin) (* 1974), deutsche Architektin
- Astrid Ley (Historikerin), deutsche Historikerin
- Daniel Ley (1812–1884), deutscher Unternehmer
- Debora Ley (* vor 1978), mexikanische Wissenschaftlerin
- Eduard Ley (1841–1925), deutscher Unternehmer
- Eggy Ley (1928–1995), britischer Jazzmusiker und Radioproduzent
- Elly Ley (1888–1982), deutsche Politikerin (DVP, FDP)
- François Xavier Ley (1863–1941), elsässischer Metzgermeister und Landtagsabgeordneter
- Fritz Ley (1901–1980), deutscher Schauspieler und Synchronsprecher
- Gisela Ley (1940–2013), deutsche Politikerin (SPD)
- Gritta Ley (1898–1986), deutsche Schauspielerin
- Hannah Ley (* 1970), deutsche Autorin und Schauspielerin
- Hans Ley (1954–2015), deutscher Politiker (CDU)
- Hedwig Maria Ley (1888–1978), deutsche Bildhauerin
- Heinrich Ley (1872–1938), deutscher Chemiker
- Hellmut Ley (1909–1973), deutscher Chemiker und Wirtschaftsführer
- Hermann Ley (Organist) (1845–1930), deutscher Organist, Chorleiter und Komponist
- Hermann Ley (Philosophiehistoriker) (1911–1990), deutscher Philosophiehistoriker
- Inga Ley (1916–1942), deutsche Mezzosopranistin und Kinderbuchautorin
- Ismael Sergio Ley López (* 1941), mexikanischer Diplomat
- Josef Ley (1918–1996), deutscher Politiker (FDP)
- Karl Ley (1858–1941), deutscher Fabrikant und Pazifist
- Karsten Ley (* 1974), deutscher Architekt, Stadtplaner und Hochschullehrer
- Katharina Ley (* 1979), deutsche Schauspielerin
- Kem Ley (1970–2016), kambodschanischer Regimekritiker
- Konrad Ley (1801–1881), österreichischer Politiker, 1862 bis 1874 Bezirksvorsteher von Wien-Leopoldstadt
- Kurt Ley (1922–1975), deutscher Chemiker
- Lya Ley (1899–1992), österreichisch-deutsche Schauspielerin
- Margaretha Ley (1933–1992), schwedische Modeschöpferin
- Maria Ley (1898–1999), österreichische Tänzerin und Pädagogin
- Marie-Theres Ley (* 1940), deutsche Politikerin (CDU)
- Michael Ley (1955–2023), österreichischer Politikwissenschaftler
- Michael Ley (Psychologe) (* 1959), deutscher Psychologe, Erziehungswissenschaftler und Professor für Organisationspsychologie
- Michael Ley (Informatiker) (* vor 1971), deutscher Informatiker, Gründer von DBLP
- Norbert Ley (1903–1983), deutscher Volkswirt
- Otto Ley (1903–1977), deutscher Motorradrennfahrer
- Raymond Ley (* 1958), deutscher Filmemacher
- Rick Ley (* 1948), kanadischer Eishockeyspieler und -trainer
- Robert Ley (1890–1945), deutscher Politiker (NSDAP)
- Robert Arthur Gordon Ley, eigentlicher Name von Arthur Sellings (1921–1968), britischer Autor und Kunsthändler
- Rudolf Ley (1839–1901), deutscher Erfinder und Unternehmer
- Ruth Ley (* 1970), britische Mikrobiologin
- Sabrina van der Ley (* 1967), niederländische Kunsthistorikerin, Kuratorin und Kunstmanagerin
- Salvador Ley (1907–1985), guatemaltekischer Pianist und Komponist
- Sascha Ley (* 1967), deutsche Schauspielerin und Sängerin
- Sophie Ley (1849–1918), deutsche Landschafts-, Stillleben- und Blumenmalerin sowie Lithografin
- Stephan Ley (1867–1964), deutscher Musikwissenschaftler
- Steven Ley (* 1945), britischer Chemiker
- Thomas John Ley (1880–1947), australischer Rechtsanwalt, Politiker, Geschäftsmann
- Wilfried Ley (1944–2023), deutscher Ingenieur und Hochschullehrer
- Willy Ley (1906–1969), deutscher Raketenkonstrukteur und Publizist